# Horsemaning

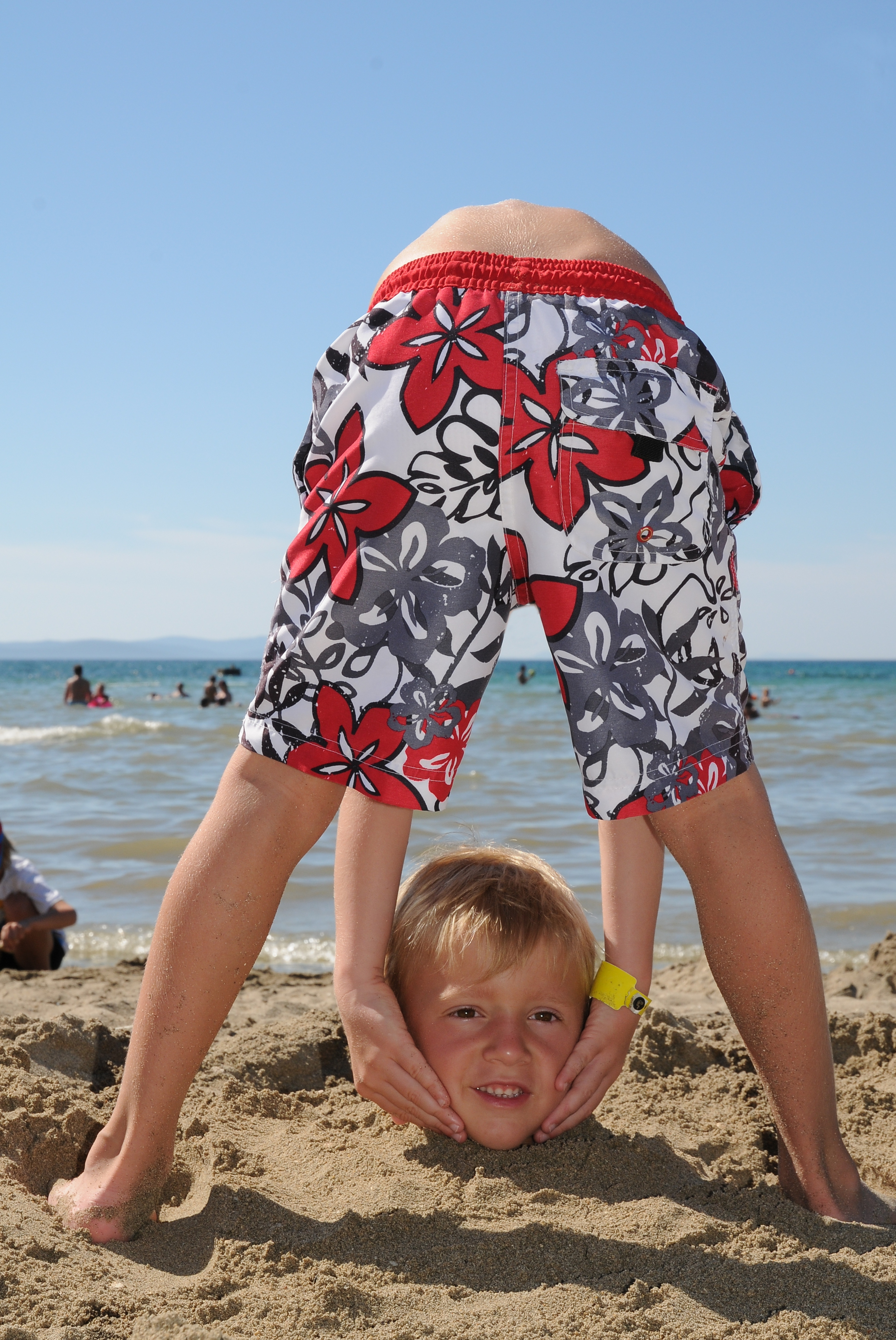
Horsemaning a una platja

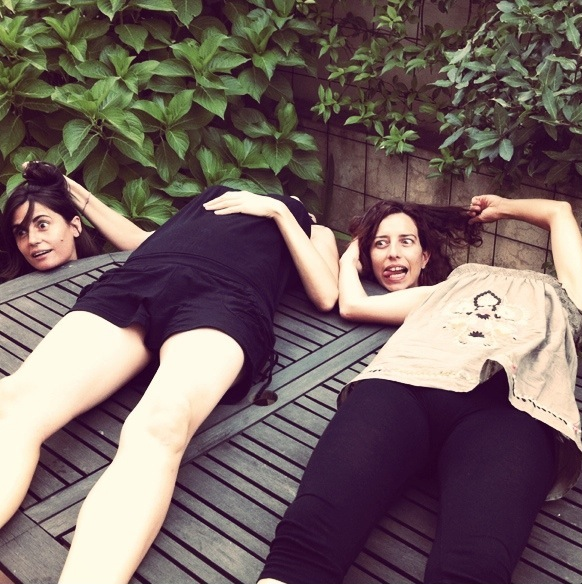
Un exemple modern de horsemaning

Horsemaning (o horsemanning) és l'acte de posar per una foto de manera que sembli que està decapitat, mostrant un cap descansant en el terra o en una superfície. Aquest estil de fotografia era molt popular durant la dècada de 1920. El nom deriva del "Headless Horseman", l'antagonista de "La Llegenda de Sleepy Hollow", de Washington Irving.
Horsemaning es va tornar a posar de moda l'any 2011, juntament amb el planking i l'owling, considerant-se les 3 modes més populars de Facebook l'any 2011. Es van posar de moda gràcies a llocs web com BuzzFeed

## Descripció
L'objectiu de horsemanning és fer veure que algú ha estat decapitat. Per tant, calen dos individus. Un d'ells ha de mostrar el seu cos però amagar el seu cap, i l'altre ha de col·locar-se de manera que només es vegi el seu cap.